# 番匠
番匠（ばんしょう、ばんじょう）とは、中世日本において木造建築に関わった建築工のこと。木工（もく）とも呼ばれ今日の大工の前身にあたる。

## 概要
古代律令制において交替で営繕に従事した番上工（ばんじょうこう）に由来するとされる。 元は建築関連の官司（修理職・木工寮・造寺司など）や地方機関（国衙・国分寺など）などに所属し、必要に応じて他所に出作していたが、鎌倉時代に入ると都市を中心として特定の組織に属しない散在工が増加し、番匠間に競争が激化したため、13世紀から14世紀にかけて作事請負権を掌る職として大工職が成立した。大工職を務める「大工」は引頭・棟梁以下の番匠を統率する役目を担い雇主によって補任されるものであったが、譲与や売買によって大工職が移動することがあり、雇主の補任権限が形骸化した。更に大工職を巡る相論や作事請負権を特権化させて反対に雇主に高い賃金を要求したことによって賃金の高騰や作業の遅滞・忌避が行われるようになり、永正7年（1510年）に室町幕府が大工職の撤廃を命じると次第に解体されていった。船の建造を司る者は、船番匠と呼ばれる。
番匠は大工職の補任料を納める以外に租税負担が無く、他の職種のように供御人や神人になったり座を結成することもなく、棟梁層による緩やかな組織が存在しているのみであった。 16世紀に入ると戦国大名が有力な棟梁を領国の大工（国大工・郡大工）に任じて領内の番匠を統率させるようになる。こうした大名による職人支配の体制が幕藩体制の大工組織へと継承されることになる。

## 伝承
番匠は、建築すべてに携わるものに災いが起きぬよう邪気を祓い去る陰陽道の祭祀祭礼の儀法を持ち合わせていた。その儀式を「番匠棟上槌打」といい、戦国時代、陰陽師が迫害を受けても刀鍛冶と同様、高い地位に位置付けられた「番匠」が口述伝承し、のちに書物化した「木割書」（きわりしょ）から、家相は生み出されたものであると、名工大名誉教授、内藤昌は述べている。しかし、その番匠ですら様々な流派で混乱し、ばらばらであった。
この儀式を保存するため、昭和43年、番匠保存会が設立され、2014年、300年ぶりに再建される興福寺で、この儀式が披露された。しかし、この番匠から家相が伝わったとする説を否定する学者も多く存在するが、そういった研究者が、京都や江戸からかなり離れた東北地方に伝承した家相を研究していることが興味深い、と述べている。